# Tema de Sebaste
El tema de Sebaste (en griego: θέμα Σεβαστείας) fue una provincia civil-militar (thema o tema) del Imperio bizantino localizada en Capadocia y Armenia Menor, en Turquía moderna. Fue establecida como tema en 911 y sobrevivió hasta su caída ante los turcos selyúcidas tras la Batalla de Manzikert en 1071.

## Historia
El tema fue formado a partir de la ciudad de Sebasteia (actual Sivas) y terrenos circundantes del tema armeníaco. El tema no es mencionado en cualquier fuente previa al siglo X. En 908, Sebasteia aparece por primera vez como  kleisoura (distrito de frontera fortificada) y para 911 como tema de pleno derecho.
El tema comprendía las regiones fronterizas bizantinas a lo largo del curso medio-norte del Éufrates. Con la expansión de la frontera bizantina, fue extendido al sur y al este hasta  Melitene, Samósata y Tephrike, correspondiendo aproximadamente a las antiguas  provincias romanas de Armenia Prima y partes de Armenia Secunda y Siria Euphratensis. Después de mitad del siglo X, su extensión fue reducida por la creación de nuevos temas más pequeños.
En el siglo X, la región experimentó una gran afluencia de armenios, que pasaron a ser el grueso de la población. Después de 1019/1021, Sebasteia y las tierras contiguas fueron dadas como feudo al armenio Seneqerim Ardzruni, a cambio de la cesión al Imperio bizantino de su reino de Vaspurakan. Desde 1074, tras la derrota bizantina contra el turcos bizantinos en Manzikert en 1071, los Ardzruni gobernaron el territorio como señores independientes, hasta que ser conquistado por los turcos alrededor 1090.